# Portastudio

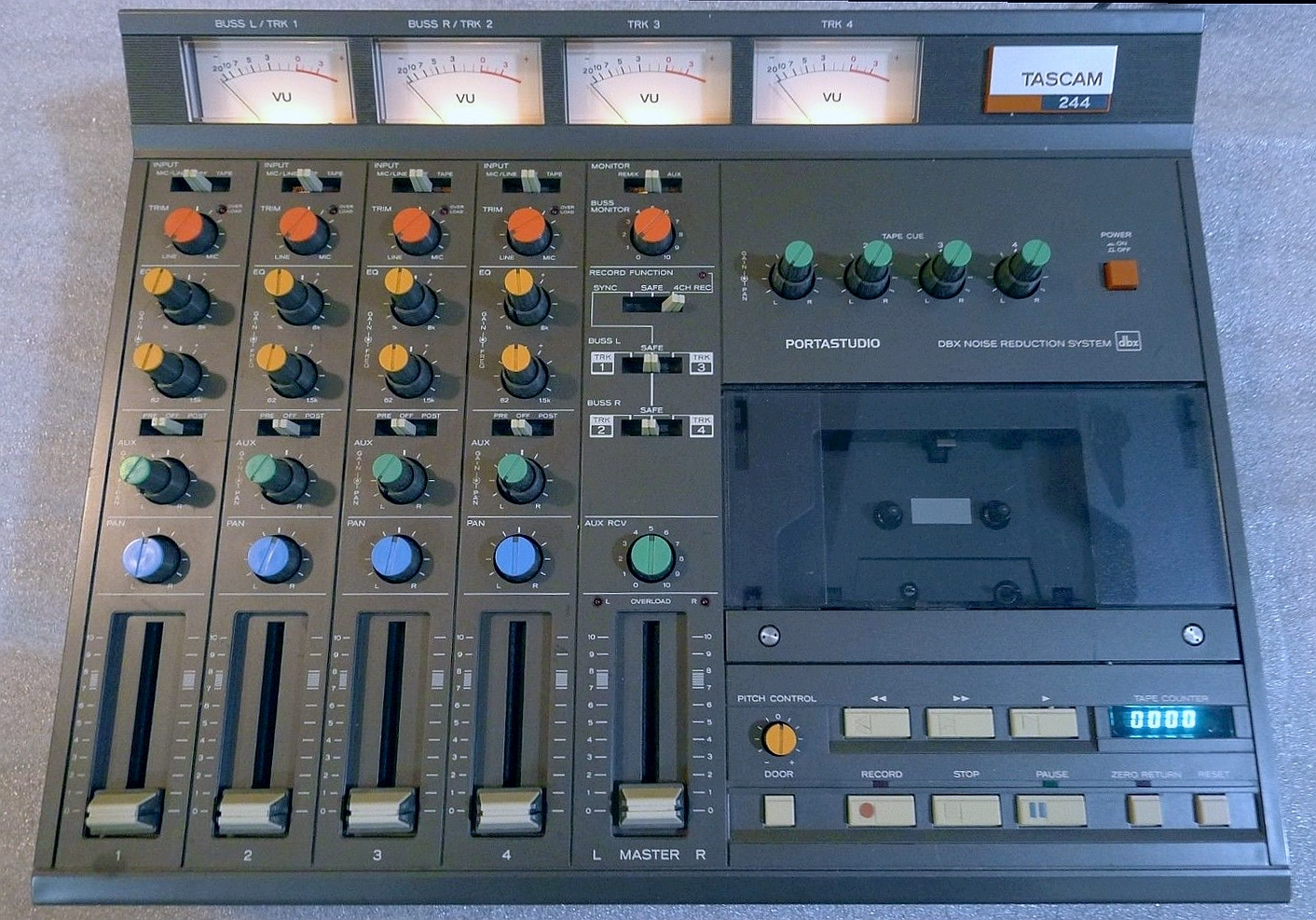
Tascam Portastudio 244

En portastudio, ibland även bara porta är en portabel inspelningsstudio. Från början var portan en fyra- eller åttakanalig kassettbandspelare med inbyggd mixer. TASCAM:s Portastudio var världens första fyrkanaliga inspelningsapparat för kassettband. Termen portastudio är exklusivt för TASCAM, men används ofta som en generell beskrivning för kassettbaserade inspelningsapparater. Portastudion, speciellt i dess första utförande Teac 144, har krediterats för att ha satt igång heminspelningsvågen, som gav musiker möjlighet att spela in och producera musik hemifrån på ett billigt sätt. Den är även erkänd som en av de mest signifikanta uppfinningarna inom musikproduktion.
Portastudion TEAC 144 visades första gången 1979 på Audio Engineering Societys årsmöte. Den efterföljdes av flera olika modeller av TASCAM, och sedan även av andra tillverkare.
För första gången fick musikerna möjlighet att spela in flera instrument- och sångdelar på olika spår på den inbyggda fyrkanalsbandspelaren, och sedan mixa ihop alltihop, innan de sedan spelas över till en extern enhet.
Tascam Portastudio 244 introducerades 1982 och hade liknande design som dess föregångare, men förbättrad ljudkvalitet och fler funktioner, som dbx noise reduction, dual/koncentriska svepbara equalizer, samt möjligheten att spela in fyra spår samtidigt.
Generellt sett användes dessa enheter av musiker för att göra demoinspelningar, men används än idag för att göra inspelningar i lo-fi. De analoga portastudior tillverkade av TASCAM (en division av TEAC) och liknande enheter av Fostex, Akai, Yamaha, Sansui, Marantz, Vestax, Vesta Fire, TOA, Audio-Technica, Peavey spelade generellt sett in på kassettband med high-bias. De flesta apparaterna var fyrakanaliga, men det fanns även sex- och åttakanaliga apparater. Idag är portastudioutrustningen digital och mestadels används hårddiskar som lagringsmedium. I slutet av 1990-talet lanserade Tascam, Sony och Yamaha portastudior med minidisc som lagringsmedia. De hårddiskbaserade maskinerna dök upp på marknaden ungefär samtidigt och säljs fortfarande jämte modeller på vilka minneskort används för att lagra inspelat material. De begränsningar som fanns tidigare för ljudkanaler finns inte längre.